# 包摂 (文字コード)
文字コードにおいて包摂（ほうせつ）とは、ある文字の複数の字体が相互に区別されずにひとつの符号位置に対応することである。包摂の規則を包摂規準という。
包摂は、規準が明示されているか否かにかかわらず、文字集合を扱ううえで広汎に見られる。
例えば、平仮名の「き」「さ」「そ」などには明らかに複数の字体が存在するが、相互に区別されない。ラテン文字の「a」「g」「Q」「W」なども同様である。漢字については、しんにょうの点が1点（辶）か2点（辶）かや、草冠の3画・4画などは通常、文字の区別の対象とならず包摂される。
漢字のように複雑な表記体系では、必ずしも共有されているとは限らない。そのため、漢字を含む文字コードを厳密に運用するには、明示・明文化された包摂規準が必要となる。

## 文字コード規格における包摂

### JIS X 0201
JIS X 0201-1997においては、符号位置7/14（16進で0x7E）は、文字名称がOVER LINEと規定されているが、図形としてはオーバーラインでなくチルダのような形をとっても良いことが附属書2において記されている。

### JIS X 0208
JIS X 0208の1997年改正においては、漢字について初めて網羅的な包摂規準が作成され、規格の一部として規定された。これは、全く新たに作成されたものではなく、過去の版の解説や改正過程を元に帰納的に導き出したものである。186の包摂規準が設けられた（1997年改正の発行時は185で、後に正誤票で186番目が追加された）。
JIS X 0208#漢字の字体の包摂も参照のこと。

### JIS X 0213
JIS X 0213はJIS X 0208の包摂規準を受け継ぎ、さらにいくつかの包摂規準を追加した。合計199の包摂規準が定義された。
ただし、法務省の要請に基づいて追加された「人名許容・康熙別掲」の文字（戸籍法施行規則（昭和56年法務省令第51号）附則別表“人名用漢字許容字体表”、および常用漢字表のかっこ書き内の漢字“いわゆる康熙字典体”）に関しては、本来包摂される字体であるが、特例として適用除外の規定が追加された。

### ISO/IEC 10646 (JIS X 0221)
ISO/IEC 10646 UCS（およびUnicode）のCJK統合漢字は、日本・中国・台湾・韓国の漢字の字体の差を包摂して定義されている。ただし、統合漢字の元となったいずれかの規格で分離されている文字はUCSにおいても包摂の対象とならず分離される（原規格分離規則 source separation rule）。また、大きく字体が異なるものについては包摂しない。
2007年現在、同規格の漢字に関して網羅的な包摂規準は規定されていないが、同規格のAnnex Sには漢字の字体の包摂・分離に関する例が記述されており、包摂規準の一端を見ることができる。
漢字以外にもU+010Fのキャロン付小文字d（名称通りキャロンの付いたdかd'の形か）、点字（6点か8点か）など複数の字体を包摂しているものは多数存在する。